# Hygrohypnum laevigatum
Hygrohypnum laevigatum är en bladmossart som beskrevs av G. Frahm 1996. Hygrohypnum laevigatum ingår i släktet bäckmossor, och familjen Amblystegiaceae. Inga underarter finns listade i Catalogue of Life.